# 埃特納 (伊利諾伊州)
埃特納（英語：Etna）是位於美國伊利諾伊州科爾斯縣的一個非建制地區。該地的面積和人口皆未知。

## 地理
埃特納的座標為39°23′22″N 88°25′11″W / 39.38944°N 88.41972°W，而該地的平均海拔高度為200米（即656英尺）。